# ライブチャットプロダクション
ライブチャットプロダクションとはライブチャットに出演する女性専門のプロダクション。

## 概要
ライブチャットプロダクションは、ライブチャットに出演する女性(チャットレディ)を募集し、仕事のサポートなどを行う。ライブチャットプロダクションは、全国に多数存在する。チャットレディはライブチャットサイトプロダクションに所属し、プロダクションを通じてFANZA、エンジェルライブ、ライブチャットジュエル等のチャットサイトに登録して出演することができる。テレビ番組や映画作品等に出演するタレントや俳優が、芸能事務所に所属するのと同じ仕組みといえる。
また、大手ライブチャットプロダクションの場合、各都道府県にチャットレディが通勤できる店舗を設けているケースも多く、必要な設備が揃った店舗内の個室(チャットルーム)で仕事をすることが可能である。
そもそもライブチャットに出演する場合にはチャットサイトに登録する必要があるが、基本的には女性が個人でサイトに登録することも可能である。しかしその場合には、ライブチャットを行うにあたって必要な機材(パソコン、ウェブカメラ、マイク等)は自分で用意しなければならない(ただし、近年ではスマートフォンを使ってライブチャットを行うことも可能である)。また、チャットレディとしての経験がない場合には仕事のコツを自らつかむ必要がある。さらに、報酬を得た場合の確定申告などの手続きもすべて自分で行わなければならない。
一方、ライブチャットプロダクションに所属すれば、それらの問題をカバーするさまざまなサポートを受けることが可能である。ただし、サポートの内容や程度はプロダクションによって異なる。たとえば、全国各地に展開している店舗の個室にパソコンをはじめとする各種の機材を揃えている他、店舗によってはレンタル衣装を活用したり、プロのヘアメイクスタッフによるヘアメイクを受けたりすることができる。また税務関係のアドバイスを受けられるという店舗もある。このように、個人で登録する場合に対して、さまざまなサポートを受けられるのがライブチャットプロダクションに所属する場合のメリットといえる。

## チャットレディの雇用形態

### 個人事業主
チャットレディは多くの場合、個人事業主としてライブチャットプロダクションと契約する。ライブチャットプロダクションが女性に業務委託を行っているという形式であり、プロダクションはチャットレディに出演の強制等を一切行わず、出演の頻度や時間はチャットレディの裁量に任されることになる。
なお、業務委託は「委任契約」と「請負契約」に分かれる。
- 委任契約：委任された仕事を行うことで対価が発生する
- 請負契約：仕事を行い、成果を挙げることで対価が発生する

上記のような違いがあるが、チャットレディの場合は請負契約に区分される。ライブチャットサイトに出演する(委任された仕事を行う)だけでは報酬は発生せず、男性とチャットをすることで成果を挙げたとみなされ、報酬が発生する仕組みである。したがってこの場合、チャットレディの報酬は歩合制となる。
一般的には、1分あたりのチャットで報酬が発生するシステムであり、業界では「分給」などと呼ばれる(個人事業主の場合は雇用契約を結ぶわけではないため、厳密には「給料」ではないが)。

### 正規・非正規雇用
個人事業主として契約するケースが多い一方で、ライブチャットプロダクションの中には正規もしくは非正規での雇用契約をチャットレディと結ぶところも少なくない。正規雇用の場合、正社員としてチャットレディの仕事をすることになる。
一方の非正規雇用の場合、パートまたはアルバイト、契約社員として仕事をすることになる。プロダクションによって給与のシステムはさまざまで、時給制のところや歩合制のところがある。
個人事業主としての契約との大きな違いは、勤務時間の条件である。「週5日・1日7時間」などの条件で仕事をする必要がある。また、正規雇用の場合の給与は固定給制(月給制など)となる。
雇用契約を結んだ場合には週5日の勤務が求められる一方、社会保険の加入等が可能となる。また基本給は公開されていないが、月収50万円以上を得ているチャットレディが多い[1]。